# 사천만
사천만(泗川灣)은 경상남도 사천시 서포면 비토도 남동단과 실안동 삼분각을 연결한 선내에 있는 해역이다.